# Paul Crampel

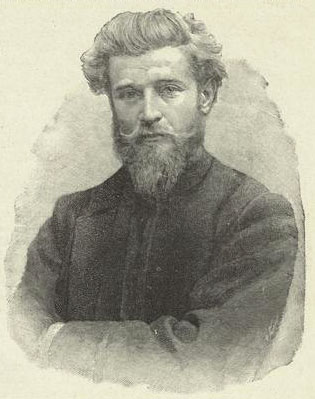
Paul Crampel

Paul Crampel (* 17. November 1864 in Nancy; † 9. April 1891 unweit El-Kuti, nahe Wadai) war ein französischer Afrikaforscher.
Im Auftrag von Savorgnan de Brazza unternahm Crampel zwischen dem 12. August 1888 und Ende Januar 1889 eine erfolgreiche Expedition, die ihn von Madiville (heute Lastoursville in Gabun) entlang des Ogowe in das Stammesgebiet der Fang im Norden und zurück zur Coriscobucht führte.
Im darauffolgenden Jahr erhielt er vom Comité de l'Afrique française den Auftrag, vom Kongo aus durch das unerforschte Binnenland den Tschadsee zu erreichen, sowie eine Verbindung nach Algerien zu finden. Am 15. August 1890 starteten er sowie die Europäer Lauzière, Biscarrat und Nébout mit 30 Senegalesen und 250 Trägern von Stanley Pool (heute Pool Malebo). Am 25. September erreichte er Bangui am Ubangi, die letzte europäische Station. Am 1. Januar 1891 trat er mit Lauzière den Marsch nach Norden an. Biscarrat und Nébout waren als Nachhut zurückgeblieben. Crampel erreichte nach mühseligem Marsch Ende Februar den ungefähr 500 km vom Ubangi entfernten Ort El-Kuti (zwischen dem 9. und 10. nördlichen Breitengrad). Inzwischen hatten ihn sämtliche Begleiter bis auf fünf Mann verlassen. Ehe die Nachhut eintreffen konnte, marschierte er weiter nach Norden. Am 9. April wurde er unweit von El-Kuti von Senussi ermordet.
Lauzière war bereits einen Monat zuvor an einer Durchfallerkrankung verstorben, Biscarrat wurde am 25. Mai ebenfalls von einheimischen Stämmen in M'poko nahe Bangui umgebracht. Lediglich Nébout überlebte und konnte nach Brazzaville zurückkehren.